# Регламент Суду Європейського Союзу
Регламент Суду Європейської Унії (ОВ L173) є частиною законодавства ЄС щодо того, як має функціонувати Суд Європейського Союзу.